# The Fabelmans
The Fabelmans is een Amerikaanse dramafilm uit 2022, geregisseerd door Steven Spielberg. De film is een semi-autobiografie die losjes is gebaseerd op het vroege leven van Spielberg, verteld door middel van een origineel verhaal van de fictieve Sammy Fabelman, een jonge ambitieuze filmmaker.

## Verhaal
Sammy Fabelman die opgroeide in het Arizona van na de Tweede Wereldoorlog, ontdekt op jonge leeftijd een familiegeheim en onderzoekt hoe de kracht van films hem kan helpen de waarheid te zien.

## Rolverdeling
| Acteur            | Personage        |
| ----------------- | ---------------- |
| Gabriel LaBelle   | Sammy Fabelman   |
| Michelle Williams | Mitzi Fabelman   |
| Paul Dano         | Burt Fabelman    |
| Seth Rogen        | Bennie Loewy     |
| Judd Hirsch       | Oom Boris        |
| Jeannie Berlin    | Haddash Fabelman |
| Julia Butters     | Reggie Fabelman  |
| Robin Bartlett    | Tina Schildkraut |
| Keeley Karsten    | Natalie Fabelman |
| Oakes Fegley      | Chad Thomas      |
| Gabriel Bateman   | Roger            |
| Cooper Dodson     | Turkey           |
| Sophia Kopera     | Lisa Fabelman    |
| Chloe East        | Monica Sherwood  |
| Greg Grunberg     | Bernie Fein      |
| David Lynch       | John Ford        |

## Release
De film ging in première op 10 september 2022 op het Internationaal filmfestival van Toronto, waar het de People's Choice Award won.

## Ontvangst
Op Rotten Tomatoes heeft The Fabelmans een waarde van 95% en een gemiddelde score van 8,6/10, gebaseerd op 60 recensies. Op Metacritic heeft de film een gemiddelde score van 84/100, gebaseerd op 22 recensies.

## Prijzen en nominaties
De belangrijkste:
| Jaar | Prijs                                   | Categorie                          | Genomineerde(n)                 | Uitslag     |
| ---- | --------------------------------------- | ---------------------------------- | ------------------------------- | ----------- |
| 2022 | Internationaal filmfestival van Toronto | People's Choice Award (beste film) | Steven Spielberg                | Gewonnen    |
| 2023 | Golden Globes                           | Beste dramafilm                    | Steven Spielberg                | Gewonnen    |
| 2023 | Golden Globes                           | Beste regisseur                    | Steven Spielberg                | Gewonnen    |
| 2023 | Critics' Choice Awards                  | Beste film                         | Beste film                      | Genomineerd |
| 2023 | Critics' Choice Awards                  | Beste vrouwelijke hoofdrol         | Michelle Williams               | Genomineerd |
| 2023 | Critics' Choice Awards                  | Beste mannelijke bijrol            | Paul Dano                       | Genomineerd |
| 2023 | Critics' Choice Awards                  | Beste mannelijke bijrol            | Judd Hirsch                     | Genomineerd |
| 2023 | Critics' Choice Awards                  | Beste jonge acteur / actrice       | Gabriel LaBelle                 | Gewonnen    |
| 2023 | Critics' Choice Awards                  | Beste acteerensemble               | Beste acteerensemble            | Genomineerd |
| 2023 | Critics' Choice Awards                  | Beste regisseur                    | Steven Spielberg                | Genomineerd |
| 2023 | Critics' Choice Awards                  | Beste originele scenario           | Steven Spielberg & Tony Kushner | Genomineerd |
| 2023 | Critics' Choice Awards                  | Beste camerawerk                   | Janusz Kamiński                 | Genomineerd |
| 2023 | Critics' Choice Awards                  | Beste productieontwerp             | Rick Carter en Karen O'Hara     | Genomineerd |
| 2023 | Critics' Choice Awards                  | Beste filmmuziek                   | John Williams                   | Genomineerd |
| 2023 | British Academy Film Awards             | Beste originele scenario           | Tony Kushner & Steven Spielberg | Genomineerd |
| 2023 | Satellite Awards                        | Beste dramafilm                    | Beste dramafilm                 | Genomineerd |
| 2023 | Satellite Awards                        | Beste regisseur                    | Steven Spielberg                | Genomineerd |
| 2023 | Satellite Awards                        | Beste acteur in een dramafilm      | Gabriel LaBelle                 | Genomineerd |
| 2023 | Satellite Awards                        | Beste actrice in een dramafilm     | Michelle Williams               | Genomineerd |
| 2023 | Satellite Awards                        | Beste acteur in een bijrol         | Paul Dano                       | Genomineerd |
| 2023 | Satellite Awards                        | Beste origineel script             | Steven Spielberg & Tony Kushner | Genomineerd |
| 2023 | Satellite Awards                        | Beste montage                      | Sarah Broshar & Michael Khan    | Genomineerd |
| 2023 | Satellite Awards                        | Beste soundtrack                   | John Williams                   | Genomineerd |
| 2023 | Satellite Awards                        | Beste productieontwerp             | Rick Carter                     | Genomineerd |
| 2023 | Academy Awards (Oscars)                 | Beste film                         | Beste film                      | Genomineerd |
| 2023 | Academy Awards (Oscars)                 | Beste regisseur                    | Steven Spielberg                | Genomineerd |
| 2023 | Academy Awards (Oscars)                 | Beste vrouwelijke hoofdrol         | Michelle Williams               | Genomineerd |
| 2023 | Academy Awards (Oscars)                 | Beste mannelijke bijrol            | Judd Hirsch                     | Genomineerd |
| 2023 | Academy Awards (Oscars)                 | Beste originele scenario           | Tony Kushner & Steven Spielberg | Genomineerd |
| 2023 | Academy Awards (Oscars)                 | Beste productieontwerp             | Rick Carter & Karen O'Hara      | Genomineerd |
| 2023 | Academy Awards (Oscars)                 | Beste originele muziek             | John Williams                   | Genomineerd |